# HMS Ardent (1764)
Pour les autres navires du même nom, voir HMS Ardent.
Le HMS Ardent, également connu sous le nom de HMS Tiger en fin de carrière, est un navire de ligne de 3e rang de 64 canons.
Construit pour la Royal Navy, ce bâtiment faisait partie de la classe Ardent. Il est capturé par les Français le 17 août 1779 avant d'être repris en 1782.
Il participe notamment à la bataille des Saintes côté français.